# Weiyuan Shuiku
Weiyuan Shuiku är en reservoar i Kina. Den ligger i provinsen Jilin, i den nordöstra delen av landet, omkring 330 kilometer söder om provinshuvudstaden Changchun. I omgivningarna runt Weiyuan Shuiku växer i huvudsak blandskog.
Genomsnittlig årsnederbörd är 1 413 millimeter. Den regnigaste månaden är juli, med i genomsnitt 558 mm nederbörd, och den torraste är januari, med 9 mm nederbörd.